# Same Suki

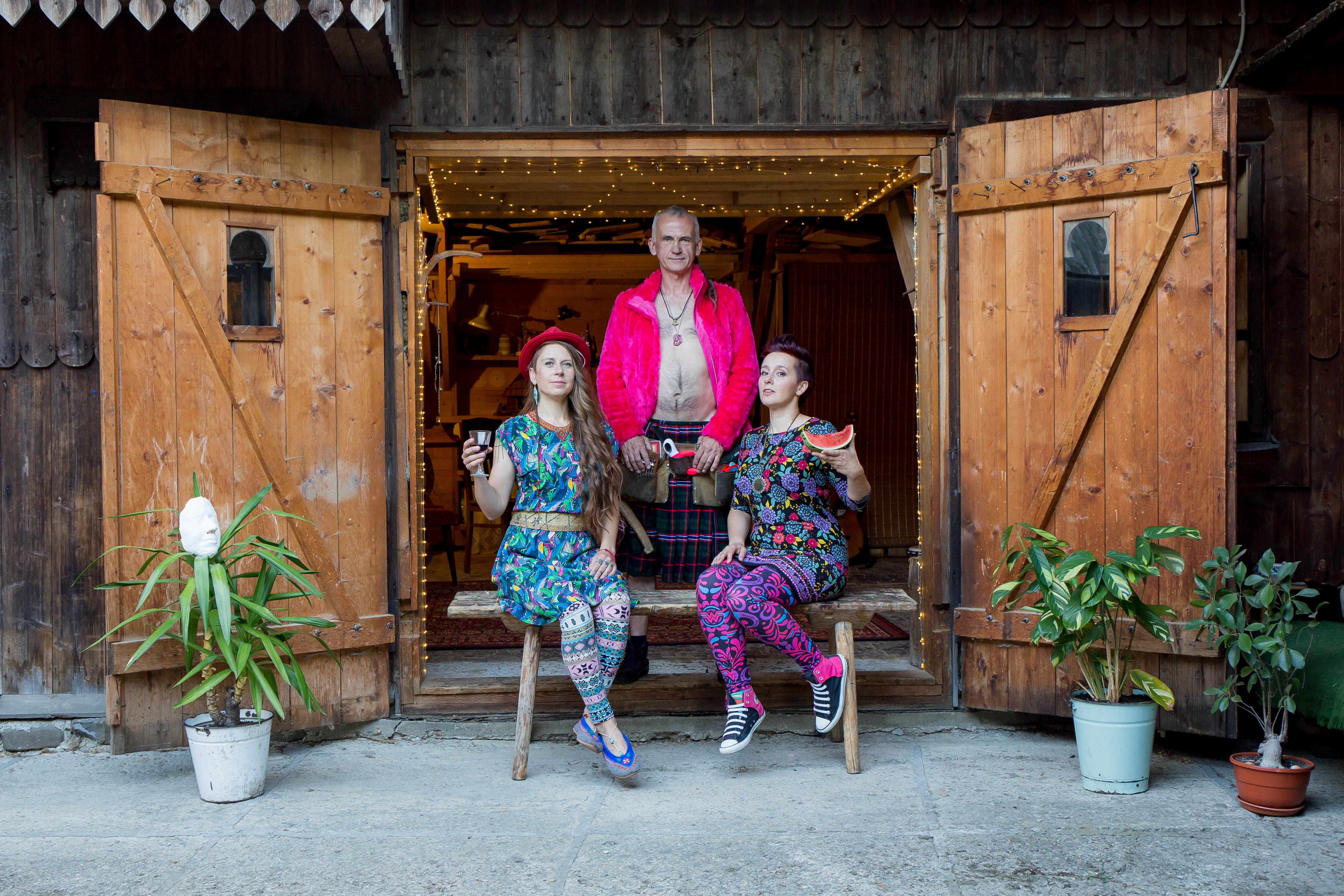

Same Suki – kobieca formacja folkowa, grająca muzykę inspirowaną muzyką ludową.
Zespół powstał w 2011 roku z inicjatywy Magdaleny Wieczorek (wokalistki) i Heleny Matuszewskiej (grającej ma suce biłgorajskiej, skrzypcach, rebabie tureckim, złóbcokach)
Nazwa związana jest z występującą w niej suką biłgorajską – staropolskim instrumentem smyczkowym, ale też w odniesieniu do silnych charakterów tworzących je kobiet, które pochodzą z różnych bajek muzycznych – ethno, klasyki, rozrywki, piosenki aktorskiej, muzyki ludowej.
Same Suki poruszają w swoich utworach tematy nośne społecznie, takie jak prawa kobiet, seksualność, feminizm czy ekologia.

## Historia zespołu
Początek grupie dały Helena Matuszewska i Magdalena Wieczorek, pozostałe członkinie; Marta Sołek (Suka Biłgorajska, Fidel Płocka), Patrycja Betley (bębny obręczowe, cajon i inne perkusjonalia), Justyna Meliszek – Skrętkowska (wiolonczela, śpiew) dołączyły chwilę później.
Po kilku próbach w powyższym składzie zespół zdecydował się wystąpić na festiwalu Nowa Tradycja, grając tam swój pierwszy koncert.  Mimo że cały repertuar grupy liczył wówczas dopiero cztery utwory, a skład zespołu ustalił się miesiąc przed festiwalem. Same Suki zdobyły w swym debiucie nagrodę specjalną – sesje nagraniowe w studiu Polskiego Radia, którą spożytkowały nagrywając w 2013 roku płytę pt.: "Niewierne" .
W czerwcu 2013 Same Suki zdobyły Złotą Fujarę na IV Dragon Folk Fest w Poznaniu.
W grudniu 2013 Same Suki zdobyły II nagrodę i nagrodę publiczności na 23. Mikołajkach Folkowych. Teledysk do utworu
W listopadzie 2014 otrzymały Nagrodę dla Najciekawszego Polskiego Zespołu Roku 2014 na festiwalu TransVocale we Frankfurcie nad Odrą.
A  teledysk do piosenki „VillageAnka” został wybrany najlepszym teledyskiem folkowym 2014 roku.
W 2018 roku z zespołu odeszły Marta Sołek i Justyna Meliszek. Wówczas przez kilka miesięcy na wiolonczeli grała z zespołem Kamila Borowiak, która towarzyszyła Samym Sukom podczas trasy trasie "Klang Kosmos" po Niemczech, a także zagrała z nimi premierowy koncert promujący, powstałą w pierwotnym składzie płytę "Ach, Mój Borze!".
W czasie swojego istnienia zespół zagrał wiele koncertów na wielu scenach m.in. na Off Festiwalu, Globaltice, Festiwalu Dźwieki Północy, Przeglądzie Piosenki Aktorskiej we Wrocławiu, Festiwalu Dwa Brzegi i wielu innych.
Od 2019 do zespołu dołączył grający na kontrabasie Karol Gadzało a w 2021 odeszła od zespołu Patrycja Betley. Od tego czasu zespół występuje w trio: Magdalena Wieczorek, Helena Matuszewska, Karol Gadzało. W tym składzie powstał ostatni album pt.: "Dziadoskie Piosenki o Miłości", który ukazał się w marcu 2023 roku.
W 2024 "Dziadoskie Piosenki o Miłości" zostały nominowane do nagrody Fryderyk w kategorii Muzyka Korzeni.

## Skład zespołu
- Helena Matuszewska – suka biłgorajska złóbcoki, śpiew
- Magdalena Wieczorek – śpiew
- Karol Gadzało – kontrabas, śpiew

## Dyskografia
- Niewierne, 2013,
- Ach, mój Borze! 2018[4]
- Dziadoskie Piosenki o Miłości, 2023